# FC Amsterdam in het seizoen 1972/73
Het seizoen 1972/1973 was het eerste jaar in het bestaan van de Amsterdamse betaaldvoetbalclub FC Amsterdam. De club is aan het eind van vorig seizen gevormd door het fuseren van Blauw-Wit en DWS. De club kwam uit in de Nederlandse Eredivisie en eindigde daarin op de 10e plaats. Tevens deed de club mee aan het toernooi om de KNVB beker, hierin werd de club in de derde ronde uitgeschakeld door Sparta (0–1).

## Wedstrijdstatistieken

### Eredivisie
|       | Ajax  | AZ '67 | FC Den Bosch '67 | Excelsior | Feyenoord | Go Ahead Eagles | FC Groningen | FC Den Haag-ADO | Haarlem | MVV   | NAC   | N.E.C. | PSV   | Sparta | Telstar | FC Twente '65 | FC Utrecht |
| ----- | ----- | ------ | ---------------- | --------- | --------- | --------------- | ------------ | --------------- | ------- | ----- | ----- | ------ | ----- | ------ | ------- | ------------- | ---------- |
| Thuis | 1 – 2 | 0 – 3  | 3 – 2            | 4 – 0     | 1 – 3     | 0 – 1           | 0 – 1        | 0 – 2           | 2 – 1   | 2 – 0 | 0 – 0 | 1 – 1  | 1 – 1 | 4 – 2  | 2 – 0   | 1 – 1         | 2 – 1      |
| Uit   | 2 – 1 | 1 – 4  | 0 – 0            | 2 – 3     | 7 – 2     | 0 – 0           | 4 – 0        | 1 – 1           | 1 – 4   | 0 – 3 | 1 – 0 | 1 – 0  | 2 – 0 | 5 – 0  | 2 – 1   | 2 – 1         | 2 – 0      |

### KNVB beker
| 2e ronde                                             | FC Amsterdam                                                     | 3 – 1 (1 – 1, 1 – 1) Na verlenging | Helmond Sport             |
| 10 december 1972 Plaats: Amsterdam Olympisch Stadion | Peter van den Heuvel 38' (e.d.) Nico Jansen 91' Huub Mensink 95' |                                    | 45' Gerard van de Kerkhof |
| 3e ronde                                             | Sparta                                                           | 1 – 0 (1 – 0)                      | FC Amsterdam              |
| 28 januari 1973 Plaats: Rotterdam Het Kasteel        | Willy Kreuz 21'                                                  |                                    |                           |

## Statistieken FC Amsterdam 1972/1973

### Eindstand FC Amsterdam in de Nederlandse Eredivisie 1972 / 1973
| Stand | Gespeeld | Gewonnen | Gelijk | Verloren | Punten | Doelpunten voor | Doelpunten tegen |
| ----- | -------- | -------- | ------ | -------- | ------ | --------------- | ---------------- |
| 10e   | 34       | 11       | 7      | 16       | 29     | 44              | 54               |

### Topscorers
| #                   | Naam                | Goal |
| ------------------- | ------------------- | ---- |
| 1.                  | Theo Husers         | 12   |
| 2.                  | Wietze Couperus     | 6    |
| 3.                  | Cees van Slooten    | 4    |
| 4.                  | Chris Dekker        | 3    |
| 4.                  | Jan Fransz          | 3    |
| 4.                  | Frank Kramer        | 3    |
| 4.                  | Leen van de Merkt   | 3    |
| 8.                  | Huub Mensink        | 2    |
| 9.                  | Abe van den Ban     | 1    |
| 9.                  | Theo Cornwall       | 1    |
| 9.                  | Frits Flinkevleugel | 1    |
| 9.                  | Martin Kamminga     | 1    |
| 9.                  | Geert Meijer        | 1    |
| 9.                  | Jaap Visser         | 1    |
| Onbekend doelpunten |                     |      |
| –                   | Onbekend            | 2    |
| Totaal              | Totaal              | 44   |

| #              | Naam                                 | Goal |
| -------------- | ------------------------------------ | ---- |
| 1.             | Nico Jansen                          | 1    |
| 1.             | Huub Mensink                         | 1    |
| Eigen doelpunt |                                      |      |
|                | Peter van den Heuvel (Helmond Sport) | 1    |
| Totaal         | Totaal                               | 3    |